# بازیکنان (فیلم ۲۰۱۲)
بازیکنان (به هندی: Players) یا بازی سازان فیلمی محصول سال ۲۰۱۲ و به کارگردانی عباس-موستان است. در این فیلم بازیگرانی همچون آبیشک باچان، بابی دیول، وینود کانا، بیپاشا باسو، نیل نیتین موکش، سونام کاپور، سکندر کر، اومی وایدیا، جانی لور، جان مک‌انرو، آفتاب شیودسانی ایفای نقش کرده‌اند.

## داستان
چارلی ماسکرنهاس(آبیشک باچان) چند فرد که هرکدام در یک رشته متخصص هستند که برای سرقت مناسب است را گرد آوری می‌کند تا یک محموله بزرگ طلا را در روسیه سرقت کنند و…